# Dietrich Aden
Dietrich Gerhard Hardwig Aden (* 21. Juli 1988 in Essen) ist ein deutscher Kommunalpolitiker (CDU) und seit 2020 Bürgermeister der Stadt Greven im nördlichen Münsterland.

## Werdegang
Dietrich Aden wuchs in seiner Geburtsstadt Essen im Ruhrgebiet als eines von fünf Kindern auf. Er ist evangelisch. Sein Vater ist der Jurist und ehemalige AfD-Politiker im Rat der Stadt Essen Menno Aden. Seine Mutter ist die Medizinerin, Vorsitzende des Landesfrauenrates NRW und langjährige WDR-Rundfunkrätin Patricia Aden. Dietrich Aden besuchte zunächst die Elsa-Brändström-Realschule im Essener Stadtteil Bergerhausen und legte später im Jahr 2008 am Gymnasium Essen-Überruhr sein Abitur ab. Von 2009 an studierte er Rechtswissenschaften an der Julius-Maximilians-Universität Würzburg sowie ab 2011 an der Westfälischen Wilhelms-Universität Münster mit dem Schwerpunkt Öffentliches Wirtschaftsrecht, darunter die Fächer Verwaltungswissenschaften und Kommunalfinanzen. 2014 legte Aden erfolgreich das erste juristische Staatsexamen ab und absolvierte im Anschluss sein Referendariat am Landgericht Bochum mit Stationen beim Rechtsamt des Kreises Warendorf sowie bei einer Hammer Rechtsanwaltskanzlei mit dem Schwerpunkt Kommunalberatung. Nach Bestehen des Assessorexamens trat Aden 2017 als Laufbahnbeamter und persönlicher Referent des Landrats Christian Schulze Pellengahr (CDU) in den kommunalen Verwaltungsdienst des Kreises Coesfeld ein. Später übernahm er bis zu seiner Wahl zum Bürgermeister in Greven im Jahr 2020 zusätzliche Funktionen wie die des stellvertretenden Pressesprechers des Kreises. Seit 2019 unterrichtete Aden ferner als nebenamtlicher Dozent am Studieninstitut Westfalen-Lippe in Münster Kommunalrecht.

## Politik

### Partei und Ehrenamt
Dietrich Aden trat nach eigenen Angaben mit 23 oder 24 Jahren in die CDU sowie in die Junge Union ein, deren Kreisverband Münster er von 2015 bis 2020 als Vorsitzender führte. Er war damit gleichzeitig kooptiertes Mitglied im CDU-Kreisvorstand in Münster sowie im JU-Bezirksvorstand Münsterland. Seit 2019 war er ferner Mitglied im Deutschlandrat der Jungen Union sowie kooptiertes Mitglied im erweiterten Landesvorstand der Jungen Union NRW. Bis 2020 war er auf Vorschlag der CDU sachkundiger Bürger im Ausschuss für Personal, Organisation, Sicherheit, Ordnung und E-Government des Stadtrates in Münster. Er ist darüber hinaus Mitglied der Kommunalpolitischen Vereinigung (KPV) von CDU und CSU sowie der Mittelstands- und Wirtschaftsunion (MIT). Aden engagierte sich zudem in der Ost- und Mitteldeutschen Vereinigung (OMV) der CDU, einem Verband der Vertriebenen aus den ehemaligen deutschen Ostgebieten. Unter anderem fungierte er als Vorsitzender des OMV-Kreisverbands in Münster. Als solcher setzte sich Aden, der selbst Mitglied der pflichtschlagenden Verbindung Corps Nassovia Würzburg im Kösener Senioren-Convents-Verband (KSCV) ist, auch für die Interessen von Studentenverbindungen ein. Den Beschluss von SPD, Grünen, Linken, Piraten und ÖDP im Rat der Stadt Münster, der Studentenverbindung Landsmannschaft Rhenania das Abhalten ihres Festkommers’ im historischen Rathaus der Stadt zu verweigern, weil die Verbindung aus ihrer Sicht frauenfeindlich sei und rechtem Gedankengut Vorschub leiste, kritisierte Aden im Jahr 2016 in seiner Funktion als OMV-Vorsitzender als „verfassungswidrige Ungleichbehandlung“. Die darauf folgende
Anordnung der Bezirksregierung Münster als kommunale Aufsichtsbehörde, aus Gründen der Gleichbehandlung bei der Vergabe der städtischen Räumlichkeiten das Rathaus der Verbindung zur Verfügung zu stellen, bezeichnete Aden als Sieg von Recht und Gesetz über eine, so wörtlich, „unerträgliche linke Ideologie“.
Bei der Neuwahl des Bundesvorsitzes der CDU als Nachfolge von Angela Merkel auf dem Bundesparteitag im Dezember 2018 unterstützte Aden als Delegierter für seinen Kreisverband – entgegen der Mehrheit seiner Münsteraner Parteikollegen – zunächst den Kandidaten Jens Spahn sowie in der späteren Kampfabstimmung den wirtschaftsliberalen Friedrich Merz, der letztlich Annegret Kramp-Karrenbauer unterlag.

### Bewerbung als CDU-Landtagskandidat
Im Vorfeld der Landtagswahl in Nordrhein-Westfalen 2017 bewarb sich Aden erfolglos um die Position als CDU-Direktkandidat im Wahlkreis Münster I. Hierzu hatte ihn der Vorstand der Jungen Union Münster offiziell nominiert. Aden unterlag bei der parteiinternen Aufstellung seiner Konkurrentin, der Rechtsanwältin und früheren stellvertretenden Ratsfraktionsvorsitzenden Simone Wendland (CDU), in einer Kampfabstimmung mit 176 zu 119 Stimmen. Wendland zog bei der Landtagswahl später mit 37,2 Prozent der Erststimmen als direkt gewählte Abgeordnete für den Wahlkreis Münster I in den Landtag ein.

### Bürgermeister der Stadt Greven
Bei der Kommunalwahl 2020 kandidierte Aden auf Vorschlag der CDU für das Amt des Bürgermeisters der Stadt Greven im nördlichen Münsterland sowie als symbolischer landesweiter Spitzenkandidat der Jungen Union NRW und setzte sich am 27. September 2020 in einer Stichwahl mit 55,45 Prozent der Stimmen gegen den Kandidaten der SPD, Christian Kriegeskotte, als neuer Bürgermeister durch. Im ersten Wahlgang am 13. September 2020 hatte Aden 44,4 Prozent der Stimmen gegenüber 33,1 Prozent für den SPD-Kandidaten und 22,5 Prozent für einen Bewerber der Grünen erhalten. Als hauptamtlicher Bürgermeister ist er Repräsentant der Stadt, Vorsitzender im Rat und Verwaltungschef. Damit leitet er eine Verwaltung mit knapp 300 Mitarbeitern. Aden trat sein Amt am 1. November 2020 an und folgte Peter Vennemeyer (SPD) nach, der nicht erneut zur Wahl angetreten war.

## Privates
Dietrich Aden ist ledig und wohnte zum Zeitpunkt seiner Wahl zum Bürgermeister im Herbst 2020 mit Erstwohnsitz im Erphoviertel in Münster. Er kündigte an, als neuer Bürgermeister seinen Wohnsitz nach Greven zu verlegen und seine Wohnung in Münster aufzugeben. Zum Jahresende 2020 bezog er eine Wohnung auf Grevener Stadtgebiet in der Kroner Heide. Zu seinen Interessen zählt Aden das Klavierspiel, Fahrradfahren, Fußball und Reisen.